# István Messzi
István Messzi (* 29. Juni 1961 in Kiskunfélegyháza; † 9. Mai 1991 in  Katalinpuszta, Gemeinde Tengelic) war ein ungarischer Gewichtheber.

## Karriere
Messzis erste internationale Auftritte waren die Weltmeisterschaften 1985 in Södertälje und 1986 in Sofia. Hier belegte er mit einer Zweikampfleistung von 345,0 kg (160,0/185,0 kg) bzw. 340,0 kg (155,0/185,0 kg) im Mittelgewicht bis 75 kg den 5. bzw. 6. Platz.
Zur Weltmeisterschaft 1987 in Ostrava wechselte Messzi ins Leichtschwergewicht bis 82,5 kg und konnte mit 370,0 kg (165,0/205,0 kg) ein weiteres Mal den fünften Platz im Zweikampf belegen. Sieger wurde László Barsi mit 390,0 kg, vor Sergei Li mit 382,5 kg und Assen Slatew mit 375,0 kg.
Da das Niveau der Olympischen Spiele 1988 in Seoul im Leichtschwergewicht bis 82,5 kg jedoch nicht an das der vorhergehenden Weltmeisterschaften anknüpfen konnte, gelang Messzi mit erzielten 370,0 kg (170,0/200,0 kg) im Zweikampf der Gewinn der Silbermedaille. Diese Leistung hatte bei keiner Weltmeisterschaft im Olympischen Zyklus von 1984 bis 1988 für das Erreichen eines Podiumsplatzes ausgereicht. Sieger wurde Israil Arsamakow mit 377,5 kg, den dritten Platz belegte Lee Hyeong-geun mit 367,5 kg.
Nach den Olympischen Spielen trat Messzi wieder im Mittelgewicht bis 75 kg an, in dem er mit 332,5 kg (152,5/180,0 kg) bei der WM 1989 in Athen und mit 330,0 kg (152,5/177,5 kg) bei der EM 1990 in Aalborg jedoch keine Erfolge mehr erzielen konnte. Seinen letzten internationalen Wettkampf bestritt er bei den Weltmeisterschaften 1990 in Budapest, wo er nach drei ungültigen Versuchen im Reißen mit 150,0 kg nicht mehr zum Stoßen antrat.
Messzi kam 1991 im Alter von 29 Jahren bei einem Autounfall ums Leben. Zu seinen Ehren wurde die Messzi István Sporthalle in Kecskemét nach ihm benannt.

## Bestleistungen
- Reißen: 170,0 kg in der Klasse bis 82,5 kg 1988 bei den OS in Seoul
- Stoßen: 205,0 kg in der Klasse bis 82,5 kg 1987 bei der WM in Ostrau
- Zweikampf: 370,0 kg (165,0/205,0 kg) in der Klasse bis 82,5 kg 1987 bei der WM in Ostrau